# Long Way 2 Go
"Long Way 2 Go" är en R&B-låt framförd av den amerikanska tonårssångerskan Cassie, komponerad av Ryan Leslie och Cassie själv för hennes självbetitlade debutalbum.
I "Long Way 2 Go" sjunger framföraren kaxigt att alla som är ute efter en kärleksrelation med henne har en lång väg att gå. Instrumentalt sett är spåret influerad av hiphop-musik och har en avslappnad men lekfull karaktär. Till skillnad från föregående singel, den platinacertifierade listettan "Me & U", är sångerskans verser på "Long Way 2 Go" halvt om halvt bestående av rap. I refrängen sjunger sångerskan; "Wanna love me? Wanna touch me? Think twice 'cause you got a long way to go. Don't know how to act, you better fall back, it's like that 'cause you got a long way to go. I'm a bad girl, you wanna get close, ease up 'cause you got a long way".
Låten gavs ut som den andra singeln från Cassies album den 28 augusti 2006. Singeln ådrog sig positiva reaktioner från de flesta musikrecensenter som tyckte kompositionen var "smart" och "oemotståndlig". I USA hade låten aldrig några större framgångar på grund av få radiospelningar. Singeln tillbringade två veckor på Billboard Hot 100 där den nådde en 97:e plats. Låten hade avsevärt större framgångar i Europa där den bland annat tog sig till en 12:e plats på Storbritanniens UK Singles Chart och en 14:e plats på Irlands singellista. "Long Way 2 Go" kom att skapa flera rekord för sångerskan då den utsågs som den "högsta klättraren" på flera olika singellistor internationellt.
Musikvideon för singeln regisserades av Erik White och hade världspremiär vid MTV:s Total Request Live den 12 september 2006.

## Bakgrund
"Long Way 2 Go" skrevs av Cassie och producerades av Ryan Leslie som även stod bakom sångerskans smash-hit "Me & U". Till skillnad från den låten rappar sångerskan på "Long Way 2 Go". I en intervju med MTV News förklarade Cassie vad låten handlade om; "Låten sjungs till en kille som försöker bli ihop med mig men han har en lång väg att gå." Instrumentalt sett, delar låten vissa likheter med sångerskans största förebild; R&B-sångerskan Aaliyah. Tillsammans med syntar och en kraftig basgång skapas en progressiv futuristisk ton.

## Musikvideo
Den 17 juli 2006 avslöjade Cassie för MTV att hon förberedde sig inför en musikvideo till singeln. "Vi kommer förmodligen att göra videon inom de närmsta två, tre veckorna så håll utkik efter den." Videon regisserades av Erik White och kom att filmas i Los Angeles den 17 augusti. Den hade sedan världspremiär på MTVs Total Request Live den 12 september samma år.
Hela musikvideon för "Long Way 2 Go" utspelar sig nattetid. I de första scenerna svävar kameran i fågelperspektiv över havet och inåt land mot Los Angeles stadssiluett. I följande sekvenser får tittaren se när Cassie besöker en social nätverkstjänst på sin bärbara dator. Cassie avböjer män, som vill kontakta henne, men som hon tycker är ovärdiga. En videoruta öppnas och musikkompositören  Ryan Leslie svarar; "You're not into it?" på en av hennes verser i låten. Samtidigt som melodin börjar förbereder sig Cassie för att gå ut med hennes vänner, scenerna härifrån blir under videons gång avbrutna med klipp som visar när sångerskan utför olika dansrutiner i en underjordisk tunnel. Cassie går längs med en gata och efter att ha passerat Ryan Leslie går de in i en klubb där hon dansar med en man innan hon sedan abrupt försvinner från platsen. Tillbaka hemma "addar" hon killen hon dansade med. I de sista scenerna syns sångerskan i tunneln innan kameran svävar tillbaka ut över havet.

## Medias mottagande
Sal Cinquemani vid Slant Magazine skrev mycket positivt om låten i sin recension och förklarade "Long Way 2 Go" som en; "vass, karriär-görande låt som borde gå hem för samma publik som Nelly Furtados 'Promiscuous'." Han fortsatte att lyfta fram Cassies rap; "Hon rappar sina verser med nonchalans och en okärvänlig ton som om hon i förebyggande syfte avvisar alla stackars pojkar medan hon blåser på sina nymålade fingernaglar." Cinquemani lyfte fram verserna "I Love it when they trynna get intimate, even though they know I really ain't into it" som låtens höjdpunkt. Allmusic-skribenten Andy Kellman skrev i sin recension att; "den snärtiga och svängiga 'Long Way 2 Go' är helt klart lika oemotståndlig som sin nonchalanta och lekfulla föregångare 'Me & U'." Kellman fortsatte att utveckla; "Cassie driver på som en argbigga mot sin hopplösa uppvaktare med sån nonchalans- hon höjer knappast fingret- att man kan se henne framföra sin ode över en mobiltelefon samtidigt som hon ögnar igenom de senaste designkläderna." Doriah Lynskey från Blender Magazine förklarade att "'Long Way 2 Go' är minst lika kall och högdragen som 'Me & U'. Lynskey fortsatte att beskriva låttexten och dess koncept; "Hon borstar bort friare som om de hade varit smuts på axeln." Daily Mirror förklarade att låten visar att Cassie inte är vilken simpel tjej som helst utan en kvinna med pondus och beskrev låtens sound om en "blandning av en söt och smart parningsritual".

## Kommersiell prestation
I Irland debuterade "Long Way 2 Go" på en 49:e plats den 19 oktober 2006. Singeln kom att klättra till en 14:e plats och tillbringa tio veckor på den topplistan. Samma datum debuterade låten även på en 28:e plats på Svenska Sverigetopplistan. "Long Way 2 Go" fortsatte att uppnå framgångar längre ner i Europa. I Tyskland nådde singeln en 43:e plats och även en 47:e plats på European Hot 100 Singles. I Frankrike debuterade "Long Way 2 Go" på en lägre placering än "Me & U" men kom att tillbring hela tjugotvå veckor på listan vilket blev jämförbart längre än vad sin föregångare gjorde.
Den 22 oktober samma år debuterade singeln på en 38:e plats på Storbritanniens UK Singles Chart. Låtens debut på den listan kom att skapa ett rekord för Cassie då hon blev den enda artisten med två singlar över topp-fyrtio under vecka 43 år 2006. Följande vecka klättrade singeln tjugosex placeringar (38-12) och blev veckans näst högsta klättrare på listan. "Long Way 2 Go" nådde som höst tolfteplatsen och tillbringade också allt som allt tolv veckor på listan. Låten blir följaktligen Cassies andra topp-tjugo hit i landet och till dato sångerskans näst framgångsrikaste musiksingel i Europa, efter "Me & U". I december samma år debuterade låten på en 18:e plats på Nya Zeelands singellista vilket blev den tredje högsta debuten den veckan. I Sin femte vecka på listan slog låten återigen rekord. Den här gången som den högsta klättraren när den tog sig från en 44:e plats till en 18:e. I Australien debuterade låten på en 24:e plats och tog sig följande vecka till sin topposition på listan; en 23:e plats.
I sångerskans hemland, USA, misslyckades låten att matcha "Me & U":s framgångar och tog sig enbart till en 97:e plats på den amerikanska singellistan Billboard Hot 100. Detta berodde främst på få radiospelningar.

## Format och låtlistor
| - Amerikansk 12"-singel 1. "Long Way 2 Go" — 3:40 2. "Me & U" (Remix) (featuring Diddy och Yung Joc) — 4:47 3. "Me & U" (Ryan Leslie Remix) — 3:14 4. "Long Way 2 Go" (Instrumental) — 3:40 - Europeisk digital EP 1. "Long Way 2 Go" — 3:40 2. "Long Way 2 Go" (Instrumental) — 3:40 3. "Long Way 2 Go" (Acappella) — 3:10 4. "Can't Do It Without You" — 3:55 - Europeisk CD-singel 1. "Long Way 2 Go" — 3:40 2. "Long Way 2 Go" (Instrumental) — 3:40 - AUS / KAN / NZ digital EP 1. "Long Way 2 Go" — 3:40 2. "When Your Body Is Talking" — 3:43 3. "Can't Do It Without You" — 3:55 | - Brittisk CD-singel (1) 1. "Long Way 2 Go" — 3:40 2. "Long Way 2 Go" (Instrumental) — 3:40 3. "Long Way 2 Go" (Acappella) — 3:10 4. "When Your Body Is Talking" — 3:43 5. "Can't Do It Without You" — 3:55 6. "Long Way 2 Go" (Music Video) — 3:40 - Brittisk CD-singel (2) / Fransk CD-singel 1. "Long Way 2 Go" — 3:40 2. "When Your Body Is Talking" — 3:43 - Tysk CD-singel 1. "Long Way 2 Go" — 3:40 2. "When Your Body Is Talking" — 3:43 3. "Can't Do It Without You" — 3:55 4. "Long Way 2 Go" (Music Video) — 3:40 |

## Listplaceringar
| Lista (2006)                            | Högsta position |
| --------------------------------------- | --------------- |
| Australiens ARIA Charts                 | 23              |
| Tysklands Media Control Charts          | 43              |
| Irlands Irish Singles Chart             | 18              |
| Nya Zeelands RIANZ                      | 17              |
| Rysslands Russian R&B Top 50            | 9               |
| Sveriges Sverigetopplistan              | 28              |
| Storbritanniens UK Singles Chart        | 12              |
| Amerikanska Billboard Hot 100           | 97              |
| Amerikanska Billboard Pop 100           | 87              |
| Amerikanska Billboard R&B/Hip-Hop Songs | 115             |
| Lista (2007)                            | Högsta position |
| Frankrikes SNEP                         | 21              |